# Clémastine

Formule dévloppée de la clémastine.

La clémastine est un médicament de type antihistaminique.

## Utilisation
Comme antihistaminique, elle est utilisée dans le traitement des allergies.

## Pistes de recherche
Elle favorise la différenciation des oligodendrocytes et la remyélinisation des axones ce qui pourrait constituer un intérêt dans le traitement de la sclérose en plaques. Les premiers tests dans cette maladie semblent prometteurs.